# Gallicanesimo
Il gallicanesimo è quella dottrina politico-religiosa che tratta l'organizzazione della Chiesa cattolica in Francia (la Chiesa gallicana) in gran parte autonoma dal papa: essa ne contesta il potere assoluto, in favore dei consigli generali della Chiesa e dei sovrani nei loro Stati. 
In pratica ciò si traduce soprattutto nel controllo stretto dei sovrani francesi sulle nomine e sulle decisioni dei vescovi. Quantunque rispettosa del papato, questa dottrina dispone alcuni limiti al suo potere; in particolare insegna che l'autorità dei vescovi riuniti in concilio è superiore a quella del papa.
Il maggior rappresentante di questa corrente fu Jacques Bénigne Bossuet, vescovo di Meaux (XVII secolo), che si occupò della redazione dei quattro articoli gallicani del 1682 sottoscritti dai vescovi di Francia. Bossuet riprese le decisioni del Concilio di Costanza (1414 - 1418), in cui si affermava che il concilio ecumenico è l'organo supremo in materia di autorità e insegnamento in seno alla Chiesa.
Joseph de Maistre nel libro De l'Église gallicane dans son rapport avec le Souverain Pontife (1821) e Félicité Robert de Lamennais nell'Essai sur l'indifférence en matière de religion (1823), pur se da prospettive differenti, criticarono duramente il gallicanesimo.
A stretto rigore non c'è alcun nesso tra Gallicanesimo e rito gallicano, che è un rito liturgico tradizionale della Chiesa di Francia e in particolare di quella di Lione, ma nei secoli fu notato un collegamento e l'autorizzazione o meno a mantenere un rito diverso da quello romano fu vista collegata al riconoscimento o meno del papa come unico patriarca dell'Occidente e, per contro, alle "libertà gallicane". Fu pertanto un seguace di de Lamennais, il benedettino Prosper Guéranger a riportare l'intera Francia al rito romano, confinando ad usi marginali il rito gallicano.
Nel 1870, ebbe luogo la proclamazione del dogma dell'infallibilità pontificia al Concilio Vaticano I. Questa decisione, sebbene fortemente contestata dai vescovi francesi, demolirà le aspirazioni gallicane, tanto più che la legge di separazione della Chiesa dallo Stato del 1905 eliminerà i legami fra la Chiesa di Francia e lo Stato.

## Le vicende storiche

### I precedenti
Già nel Medioevo vi erano state affermazioni più o meno vaghe sull'indipendenza dell'episcopato e delle autorità civili da Roma; queste erano state ripetute con maggior chiarezza ai tempi del conflitto tra Filippo il Bello e papa Bonifacio VIII. Le stesse tendenze "autonomistiche" riaffiorarono nella resistenza al fiscalismo avignonese, nelle discussioni per porre fine allo scisma d'Occidente (teoria conciliare).
Nel 1438 la Francia, con la Prammatica Sanzione di Bourges, riaffermava la teoria conciliare e la sua relativa indipendenza da Roma, riducendo di fatto al minimo i poteri del papa sulla Chiesa francese. Il concordato del 1516 abrogò, ma solo in teoria, la Prammatica Sanzione di Bourges.
Tra la fine del Cinquecento e l'inizio del Seicento diversi motivi rafforzarono le antiche tendenze all'autonomia e della Chiesa e dello Stato francese da Roma: la resistenza all'introduzione dei decreti tridentini (perché imposti da una autorità esterna alla Francia), le controversie sul potere indiretto, la posizione assunta dai papi nelle guerre di religione, l'affermarsi dell'assolutismo.
Alle rivendicazioni si cercò di dare una forma sistematica ed una patina di antichità. Pierre Pithou (Les libertés de l'Eglise gallicane, 1594) raccolse le libertà della Chiesa francese in due principi fondamentali: indipendenza assoluta del sovrano dai papi nel temporale; limitazioni dei poteri del papa nel regno secondo i canoni conciliari e le consuetudini francesi. Edmond Richer (De ecclesiastica et politica potestate, 1611) difese una concezione oligarchica della Chiesa: la sovranità è di tutti i sacerdoti, il potere legislativo è dei sinodi e dei concili, il potere esecutivo in ugual misura al papa e ai vescovi. Pierre de Marca (De concordia sacerdotii et imperii, 1641) sostenne che le leggi pontificie non obbligano se non dopo l'accettazione della Chiesa, cioè del corpo formato dai fedeli e rappresentato dal principe (di fatto il sovrano è libero di accettare o no le disposizioni papali).

### La problematica
Era dunque largamente diffuso in Francia uno spirito diffidente verso l'autorità del Papa, geloso della propria indipendenza, attaccato alle proprie consuetudini, remissivo di fronte alle ingerenze statali. In questa mentalità confluivano due tendenze:
- quella di spostare l'autorità della Chiesa dal centro alla periferia (ma all'interno si passava da un possibile scisma ad una maggiore autonomia conciliabile con l'ortodossia): è il "gallicanesimo ecclesiastico";
- quella propensa ad accettare l'intervento del potere civile nelle questioni religiose: è il "gallicanesimo politico".

Le due tendenze potevano essere distinte tra loro, cioè l'aspirazione ad un'autonomia da Roma poteva essere aliena da qualsiasi servilismo di fronte al potere civile. Ma in realtà Roma accusava il clero francese di resistere al papa e di servire il sovrano: cioè il gallicanesimo ecclesiastico, nelle tesi romane, portava inevitabilmente al gallicanesimo politico. Gli storici invece sono di pareri diversi. Il gesuita Pierre Blet sottolinea come in diversi casi l'episcopato abbia difeso energicamente le libertà della Chiesa contro il sovrano; i contrasti con la Curia romana sarebbero sorti dalla coscienza delle prerogative dell'episcopato (in sostanza per una diversa concezione di Chiesa).

### La nascita della controversia: la disputa delle regalie

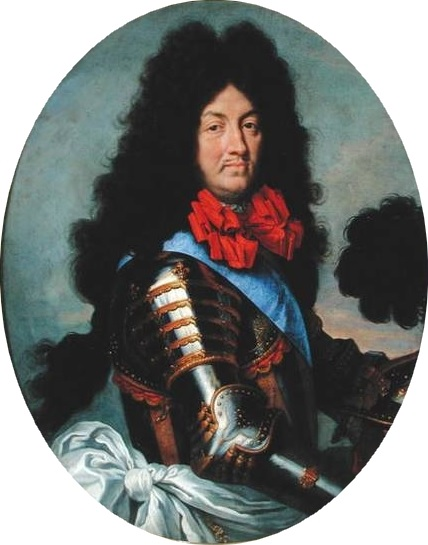
Ritratto di Luigi XIV

La regalia era un'antica consuetudine che l'uso frequente aveva trasformato in diritto. Con essa il re esercitava un doppio potere sulle sedi episcopali vacanti:
- aspetto temporale: il re riceveva i proventi della mensa episcopale;
- aspetto spirituale: egli nominava a benefici senza cura d'anime persone di sua scelta.

Questo diritto di regalia era esercitato dal re senza contestazione nelle province del nord della Francia. La contesa scoppiò quando, con la dichiarazione del 10 febbraio 1673, Luigi XIV estese la regalia a tutte le diocesi della Francia, anche a quelle meridionali. Così i vescovi del sud della Francia dovettero sottomettersi ad una formalità alla quale già da tempo erano sottoposti i vescovi del nord, e cioè dovevano registrare un giuramento di fedeltà alla Corte dei conti di Parigi. Con questo giuramento si "chiudeva" la regalia, "aperta" con la morte del predecessore. Se un vescovo trascurava questa formalità, il suo vescovado veniva considerato vacante e di conseguenza il re poteva dare ad altri i benefici.
Un'altra dichiarazione regale del 2 aprile 1675 confermava quanto già detto, elencando in più gli arcivescovadi sottoposti al diritto di regalia (Bourges, Bordeaux, Auch, Tolosa, Narbona, Arles, Aix, Avignone, Embrun, Vienne). L'Assemblea del clero francese accettò queste due dichiarazioni del re senza protestare minimamente.
Tutti gli arcivescovi si sottomisero alla formalità della registrazione del giuramento di fedeltà. Solo due vescovi resistettero, Pavillon (diocesi di Alet) e Caulet (diocesi di Pamiers: sono gli stessi che si erano opposti alle costituzioni di papa Alessandro VII relative al giansenismo). La mancanza del giuramento di fedeltà portava il re ad esercitare il suo diritto di regalia. Sembra che i due vescovi "ribelli" si siano rivolti al papa, protestando contro le ordinanze dei rispettivi arcivescovi a loro sfavorevoli in materia di regalia e implicitamente contro le dichiarazioni del re.
Nel settembre 1676, era stato eletto papa, con il consenso di Luigi XIV, il comasco Benedetto Odescalchi, che prese il nome di Innocenzo XI. Asceta, pio, nemico del lusso e soprattutto del nepotismo, preoccupato di difendere la cristianità dai Turchi, si considerava a titolo speciale responsabile della salvezza eterna dei sovrani.
Quando giunsero a Roma le proteste più o meno formali dei due vescovi che si opponevano al diritto di regalia del loro re, Innocenzo XI pensò di occuparsene, istituendo una commissione, la Congregazione delle regalie, presieduta dal segretario delle cifre, Agostino Favoriti. Frutto del lavoro di questa commissione, e in special modo del Favoriti, furono tre brevi successivi:
- Il primo breve (12 marzo 1678) fu spedito al nunzio di Parigi, con l'incarico di consegnarlo personalmente al re (occupato in quel momento nella guerra delle Fiandre). Il papa ricorda al re che l'estensione della regalia è contraria alle decisioni del concilio di Lione, contraria alla disciplina e alla libertà della Chiesa. La risposta del re fu categorica: le regalie sono una questione temporale su cui ha diritto solo il re e nella quale il papa non ha diritto di intervenire. Inoltre Luigi XIV si mostra sorpreso che il papa prenda le difese di prelati che per tutta la loro vita si erano mostrati contrari all'autorità della Santa Sede.
- Il secondo breve (21 settembre 1678) rinfacciava al re il suo diritto sulle regalie. Il papa si dichiarava disposto a sopportare tutto pur di non mostrarsi negligente. Nel frattempo le cose peggioravano nella diocesi di Pamiers, ove il re nominò altri titolari di regalie, immancabilmente censurati dal vescovo Caulet. Una delegazione fu mandata a Roma per scongiurare il papa di essere più severo e di intervenire con più vigore.
- Così con il terzo breve (Binis jam litteris, antedatato al 27 dicembre 1679, ma composto nel gennaio 1680) il papa avvertiva Luigi XIV che tutti i re che avevano usurpato la nomina dei benefici ecclesiastici erano morti senza eredi; accusava i suoi consiglieri (fra i quali il suo confessore e l'arcivescovo di Parigi) di essere «...figli della perdizione che non desiderano altro che le cose di questo mondo e che lusingano il potere»; concludeva che avrebbe fatto ricorso ai rimedi che gli avrebbe suggerito la sua coscienza. Il 9 aprile 1680 il breve era consegnato al re.

Il re e il suo consiglio (che temevano un breve o una bolla di censura papale) decisero di scrivere una memoria sulle regalie da consegnare al papa, per dimostrare che la regalia era stata praticata in tutto il regno anche prima del concilio lionese. Il re decise inoltre l'invio di un ambasciatore straordinario, il cardinale César d'Estrées, per trattare la questione, mostrandosi aperto e desideroso di un negoziato. Ma gli avvenimenti presero una piega inaspettata.
All'inizio di luglio del 1680 si era riunita l'Assemblea del clero francese per trattare argomenti di ordinaria amministrazione. Nel processo verbale non si fa alcuna menzione al problema delle regalie e dei contrasti tra re e papa, segno che Luigi XIV aveva taciuto all'assemblea le sue divergenze con il papa. Ma certo c'era qualcuno che voleva un intervento del clero, e cioè l'arcivescovo di Reims, Maurice Le Tellier, che considerava il clero di Francia come un valido mediatore tra papa e re. Ma il presidente dell'assemblea, il cardinale arcivescovo di Parigi, François de Harlay, anticipando il rivale di Reims, la sera stessa della chiusura dell'assemblea, informò l'assemblea dei tre brevi scritti al re dal papa e fece firmare ai delegati un testo di sua composizione già preparato in precedenza, senza previa discussione. Il testo fu presentato la sera stessa a Luigi XIV.
Questa lettera, scritta in fretta e fatta firmare senza preavviso, è spesso citata nei manuali come prova del servilismo del clero di Francia verso il re. Con il testo i vescovi dell'assemblea si mostrano dispiaciuti delle parole indirizzate al re «Figlio maggiore e protettore della Chiesa» e rinnovano le loro dichiarazioni di fedeltà al re contro «...le vane imprese dei nemici della Santa Sede e dello Stato». Questa seconda frase è stata spesso falsificata, con l'omissione delle parole "dei nemici".
Prima che il cardinal d'Estrées giungesse a Roma, i rapporti tra Luigi XIV e papa Innocenzo XI si erano di nuovo fatti tesi, tanto che il papa, in un concistoro del gennaio 1681, rinnovò l'avvertimento enunciato nel terzo breve. L'ambasciatore straordinario giunse a Roma il 30 gennaio 1681 e quattro giorni dopo fu ricevuto dal papa. Per intimorire il papa, il d'Estrées consigliò Luigi XIV di far credere di preparare un'assemblea generale straordinaria del clero francese. Ma il re non tenne conto di questo invito e sembrò disposto ad accettare un indulto del papa per esercitare la regalia in tutto il regno.
Ma le cose andarono diversamente e alla fine il re convocò davvero l'assemblea generale del clero. L'arcivescovo di Reims, Le Tellier, infatti, era sempre legato alla sua idea di far intervenire il clero di Francia come mediatore fra re e papa. Così anche lui consigliò il re di riunire il clero, ma con intenti diversi di quelli del d'Estrées.

### L'Assemblea del 1681-82: dalla regalia ai Quattro Articoli

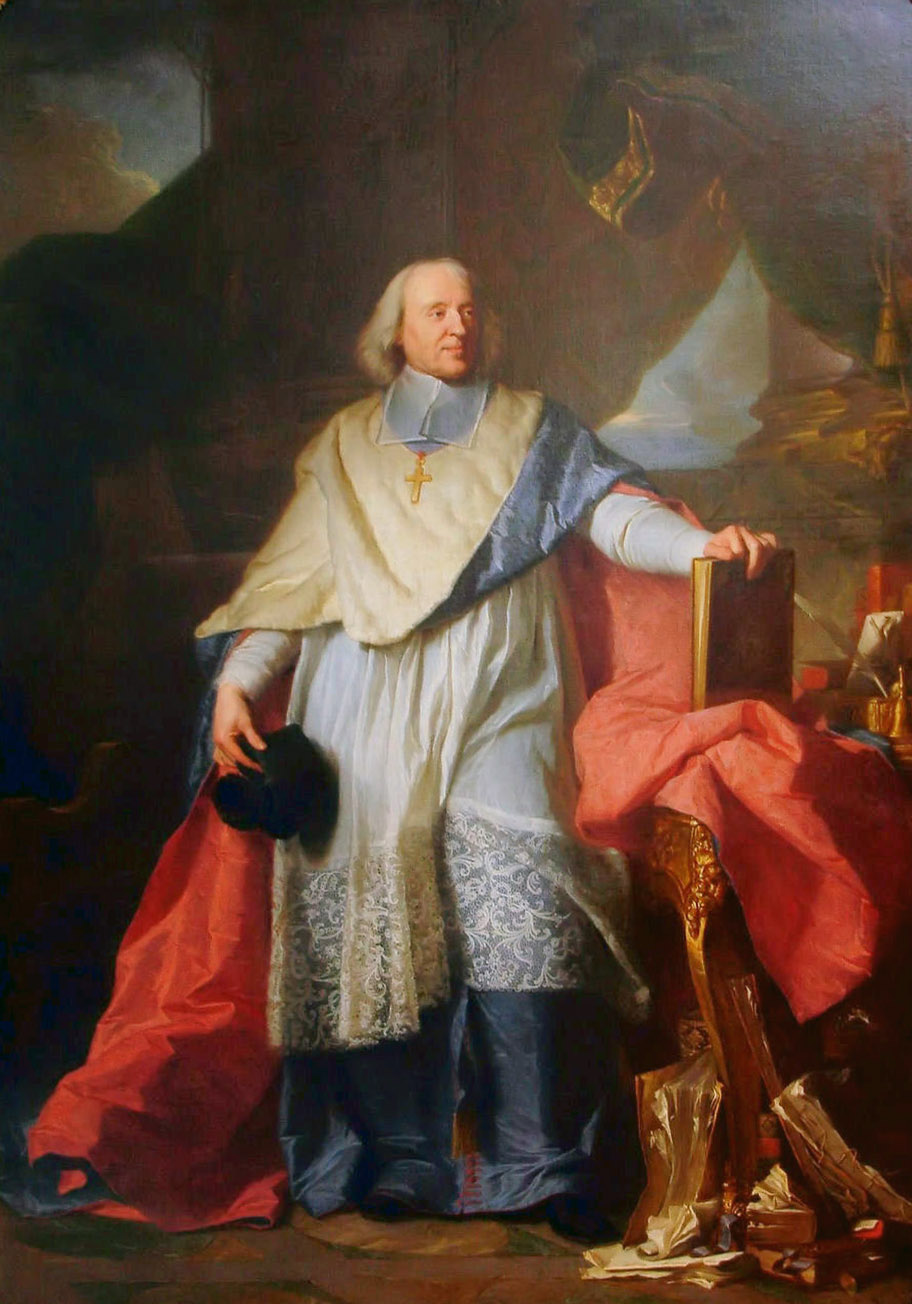
Ritratto di Bossuet eseguito da Hyacinthe Rigaud

Re e Clero si trovarono d'accordo nella necessità di un'Assemblea generale del clero francese. Nel marzo 1681 ci fu una riunione preparatoria alla quale parteciparono 42 prelati della regione di Parigi. Il 9 maggio gli arcivescovi di Parigi e Reims presentarono le conclusioni al re e gli domandarono il permesso di riunire un Concilio nazionale o un'Assemblea generale del clero. Il re decise per un'Assemblea, convocata per il 1º ottobre, ma in cuor suo sperava sempre in un indulto papale; per questo fece pressione sul suo ambasciatore, il d'Estrées, invitandolo a spiegare al papa che l'Assemblea poteva ancora essere sospesa. Ma Innocenzo XI decise di aspettare per vedere quello che avrebbe fatto l'Assemblea.
Così l'Assemblea del clero si aprì il 27 ottobre 1681 con lo scopo:
- di pacificare il dissidio fra re e papa sulla questione delle regalie;
- di garantire le libertà della Chiesa di Francia.

Il 9 novembre ci fu l'apertura solenne con una grande messa dello Spirito Santo. Il vescovo di Meaux, Bossuet, amico di Le Tellier e in buone relazioni con Roma, pronunciò l'omelia, chiara esposizione sulle libertà della Chiesa gallicana, che preludeva ai quattro articoli.
L'Assemblea iniziò i lavori trattando delle regalie e raggiunse un compromesso, che soddisfece tutti eccetto il papa, il quale, non del tutto convinto delle buone disposizioni di Luigi XIV, esigeva il ritiro delle dichiarazioni regali sulla regalia. L'atteggiamento del papa gettò nello sconforto l'Assemblea del clero francese.
Mentre si svolgevano questi fatti, una commissione dell'Assemblea lavorava sul problema delle libertà della Chiesa francese. In tre giorni il rapporto della commissione fu letto, discusso e i quattro articoli approvati e firmati da tutta l'Assemblea; il 20 marzo il re con un editto confermò il quattro articoli come dottrina ufficiale del regno da insegnarsi in tutte le facoltà di teologia e di diritto canonico. Se per il problema delle regalie l'Assemblea aveva lavorato per quasi due mesi, per i quattro articoli si impiegò una settimana.
Contenuto dei quattro articoli, opera principalmente del Bossuet:
1. Il potere temporale del re non è sottoposto al controllo del papa, il quale non può deporre i principi né sciogliere dal giuramento di fedeltà;
2. È affermata la superiorità del concilio sul papa (cfr. Costanza e Basilea);
3. Il papa deve governare secondo i canoni (l'infallibilità del papa è condizionata dall'assenso dell'episcopato);
4. Si rifiuta l'infallibilità personale del papa nelle questioni amministrative, benché conta nelle questioni di fede (l'inviolabilità delle antiche consuetudini della Chiesa gallicana).

### La reazione di Roma
Parigi si attendeva l'arrivo della bolla di censura di Innocenzo XI.  Roma invece ancora discuteva dell'editto del re sull'uso delle regalie e le concessioni fatte furono stimate insufficienti. Una commissione apposita, presieduta dal Favoriti, ritenne di rispondere con un breve (non si parlò di una bolla di censura), la Paternae Charitati, spedito in Francia l'11 aprile 1682, con il quale ci si lamentava della debolezza del clero francese nel difendere i diritti della Chiesa e si annullavano tutte le disposizioni prese sulla regalia. Lo stesso giorno arrivava a Roma la notizia del voto dei quattro articoli.
Nel frattempo, a Parigi l'Assemblea si riunì di nuovo il 4 maggio per discutere dei brevi con i quali il papa era intervenuto in alcune diocesi francesi: si giudicò la giurisdizione dei vescovi colpita in modo inaudito e grave dai brevi papali. La conclusione dell'Assemblea fu di scrivere al papa una lettera di protesta. Il 9 maggio arrivava la Paternae Charitati, che non fece che aumentare le tensioni fra clero francese e Curia romana.
Contro ogni aspettativa, il d'Estrées ottenne un risultato clamoroso: d'intesa con Luigi XIV, strappò a Innocenzo XI una sospensione momentanea di ogni condanna: il re non avrebbe fatto niente contro il papa e il papa non avrebbe fatto niente contro il re e contro i vescovi. A conferma di ciò il re sciolse di sua iniziativa l'Assemblea del clero, spedendo a casa i rappresentanti. Era il 1º luglio 1682.

### La crisi politica e la riconciliazione
Ma le posizioni delle corti di Parigi e di Roma tornarono ad irrigidirsi, quando, con il concistoro del 28 settembre 1682, Roma decise di negare l'istituzione canonica (tramite le bolle) a due vescovi (Castres e Clermont), perché avevano firmato i quattro articoli.
Il d'Estrées, e con lui anche Luigi XIV, decisero allora di non far alcuna richiesta di bolle di investitura, neanche per gli altri candidati, fin quando il papa le rifiutava ai firmatari dei quattro articoli (sperando così di far desistere il papa). Così nel corso degli anni seguenti, la situazione si aggravò a proposito delle due questioni (regalie e articoli), più politiche che religiose. Inoltre il rifiuto delle bolle di investitura aumentava le sedi "vacanti" (una quarantina alla morte di Innocenzo XI).
Inoltre, altre questioni politiche aggravarono i rapporti tra Francia e Santa Sede, nonché la mutata situazione internazionale. Infine, il 12 agosto 1689 morì papa Innocenzo XI.
Venne eletto papa il veneziano Pietro Ottoboni, Alessandro VIII, impavido nepotista, ma inflessibile come il suo predecessore. A Luigi XIV fu fatto capire che non si poteva sperare niente dal nuovo papa. Infatti Alessandro VIII scrisse al re invitandolo a non fare osservare l'editto del marzo 1682 sui quattro articoli, e ai firmatari invitandoli a rinunciare ad essi. Luigi XIV, dopo un primo diniego, accettò le proposte papali, rinunciando ad imporre la dottrina dei quattro articoli. Così nel febbraio 1690, la riconciliazione fra re e papa era cosa fatta. Ma restava il clero.
Il papa, vedendosi prossimo alla morte, pubblicò un breve, l'Inter Multiplices (30 gennaio 1691), che annullava tutti gli atti dell'Assemblea del 1682 e gli editti e le dichiarazioni del re relativi alle regalie e ai quattro articoli. Luigi XIV impose al Parlamento di non intervenire sul breve e di sua iniziativa rinunciò al principio approvato nel 1682 (secondo il quale non si sarebbero chieste le bolle di nomina se il papa continuava a rifiutare le bolle ai firmatari). Infatti diede ordine di chiedere le bolle per tutti i vescovi nominati dopo il 1682 (una trentina).
Il nuovo papa Innocenzo XII si mostrò molto accomodante: accordò le bolle, mise in secondo piano la questione delle regalie. Intanto la situazione europea si aggravava per la Francia (sola in guerra contro mezzo continente), tanto che Luigi XIV affrettò la riconciliazione tra Roma e il clero francese e lui stesso scrisse al papa (24 settembre 1693) comunicandogli la rinuncia a far osservare l'editto del 1682 sui quattro articoli; questa lettera era sottoscritta anche dai firmatari dei quattro articoli.
In tutta la faccenda, la questione delle regalie non fu mai risolta. Fino alla fine dell'Ancien Régime si applicò in tale materia l'editto del marzo 1682 con il tacito accordo del papa. Mentre i quattro articoli, mai condannati dal papa, continuarono ad essere insegnati e sostenuti in molte facoltà francesi.

### La scomparsa progressiva dell'idea gallicana nel corso del XIX secolo
Nel 1801, preoccupato di ristabilire la pace civile, Napoleone Bonaparte trattò un Concordato con papa Pio VII. In quest'occasione il Pontefice, su richiesta dell'Imperatore, depose l'Assemblea dell'episcopato francese composta dai vescovi eletti in virtù della Costituzione civile del clero e dai prelati dell'Ancien Régime superstiti. Questo segnò la fine dei princìpi della Chiesa gallicana, e il riconoscimento implicito, del primato del Papa. Alcuni vescovi e preti refrattari, di ideali gallicani, rifiutarono di sottomettersi al papa e fondarono la Piccola Chiesa.
Il gallicanesimo si ridusse così a una dottrina amministrativa per giustificare l'ingerenza del potere politico negli affari religiosi. Così gli Articoli organici, imposti unilateralmente da Napoleone, sono di spirito gallicano: insegnamento nei seminari della Dichiarazione del 1682, divieto di pubblicare un testo pontificio senza l'accordo del governo, nomina dei vescovi da parte del governo, regolamentazione molto stretta dell'esercizio del culto... Il loro principale autore, Portalis, spiega così che «secondo i veri princìpi cattolici, il potere sovrano risiede nella Chiesa e non nel Papa, così come, secondo i princìpi della Costituzione francese, la sovranità in materia temporale risiede nella nazione e non in un magistrato particolare». Dopo la Restaurazione, l'ultimo sussulto del gallicanesimo politico si manifestò con la comparsa nel 1844 del Manuale di diritto ecclesiastico francese di Dupin.
Così subordinato allo Stato e ai suoi interessi, il gallicanesimo perse sempre più terreno in seno al clero. Il cattolicesimo francese progressivamente si uniforma alla Chiesa di Roma, con la vittoria degli ultramontani, in filosofia, in teologia morale, nella liturgia e nelle manifestazioni del culto. In quest'evoluzione, Félicité Robert de Lamennais e il suo libro Saggio sull'indifferenza in materia di religione, scritto fra il 1817 e il 1823, ha giocato un ruolo pioniere. In esso il gallicanesimo è definito come un «...disgustoso miscuglio di stupidità e di boria, di stupida scempiaggine e di sciocca sicurezza, di piccole passioni, di piccole ambizioni e di assoluta impotenza dello spirito». D'altronde, tutti i suoi sostenitori sono avversari accaniti del gallicanesimo: monsignor Gousset, dom Guéranger, Rohrbacher... La rivista L'Univers di Louis Veuillot diviene l'organo d questo clero ultramontano e intransigente.
Tuttavia alcune istituzioni religiose restano fedeli a un gallicanesimo moderato: la facoltà di teologia della Sorbona, il seminario di Saint-Sulpice... Grazie al Concordato – è il governo che nomina i vescovi –, i gallicani moderati restano presenti nell'episcopato: monsignor Mathieu arcivescovo di Besançon, monsignor Dupanloup vescovo di Orléans, monsignor Affre e monsignor Darboy arcivescovi di Parigi...  La loro opposizione al centralismo romano si unisce a quella dei fautori di un cattolicesimo liberale, come Montalembert, o di un neo-gallicanesimo aperto alla democrazia, il cui teorico fu monsignor Maret, professore alla Sorbona.
Ma nel 1870 ebbe luogo a Roma la proclamazione del dogma dell'infallibilità papale da parte del Concilio Vaticano I con la costituzione dogmatica Pastor Aeternus. Questa risoluzione, sebbene fortemente contestata dai vescovi francesi, segnò il definitivo tramonto del gallicanesimo. Più precisamente, la fine del gallicanesimo ecclesiastico fu segnata dalla progressiva laicizzazione dello Stato, e dalla scomparsa dell'Ancien Régime, fondato sull'alleanza del trono e dell'altare.
Nel 1905, la legge di separazione tra la Chiesa e lo Stato recise ogni legame tra la Chiesa francese e lo Stato.
Tuttavia oggi sussiste ancora una Chiesa gallicana, separata da quella cattolica, molto ridotta, il cui clero non conta più di una cinquantina di membri.